# Stilwell
Stilwell és una població dels Estats Units a l'estat d'Oklahoma. Segons el cens del 2000 tenia 3.276 habitants.

## Demografia
Segons el cens del 2000, Stilwell tenia 3.276 habitants, 1.269 habitatges, i 809 famílies. La densitat de població era de 399 habitants per km².
Dels 1.269 habitatges en un 35,5% hi vivien nens de menys de 18 anys, en un 42,7% hi vivien parelles casades, en un 17,6% dones solteres, i en un 36,2% no eren unitats familiars. En el 33,1% dels habitatges hi vivien persones soles el 15,7% de les quals corresponia a persones de 65 anys o més que vivien soles. El nombre mitjà de persones vivint en cada habitatge era de 2,49 i el nombre mitjà de persones que vivien en cada família era de 3,21.
Per edats la població es repartia de la següent manera: un 30% tenia menys de 18 anys, un 10,8% entre 18 i 24, un 26,9% entre 25 i 44, un 17,5% de 45 a 60 i un 14,9% 65 anys o més.
L'edat mediana era de 32 anys. Per cada 100 dones de 18 o més anys hi havia 79,6 homes.
La renda mediana per habitatge era de 18.555 $ i la renda mediana per família de 24.673 $. Els homes tenien una renda mediana de 20.500 $ mentre que les dones 17.351 $. La renda per capita de la població era de 10.034 $. Entorn del 28,3% de les famílies i el 32% de la població estaven per davall del llindar de pobresa.

## Poblacions properes
El següent diagrama mostra les poblacions més properes.